# Pfarrkirchen
Pfarrkirchen é um município da Alemanha, situado no distrito de Rottal-Inn, no estado da Baviera. Tem 52,33 km² de área, e sua população em 2019 foi estimada em 12.953 habitantes.